# Chiesa dei Santi Gervasio e Protasio (Vercurago)
La chiesa dei Santi Gervasio e Protasio è la parrocchiale di Vercurago situata nel centro storico del paese. Menzionata per la prima volta nell'814 è la chiesa di cui si ha più antica notizia della provincia di Lecco. Ricostruita e consacrata nel 1550 in stile tardo-gotico, venne nuovamente rifabbricata in stile rococò a partire dal 1750 da Carlo Giuseppe Merlo. Tra il XIX e il XX secolo alla chiesa vennero aggiunti diversi elementi come il protiro in stile neoclassico e l'organo Serassi.

## Storia
La chiesa appare per la prima volta nel testamento di Rotprando, un testamento redatto per un nobile longobardo, risalente all'814 dove l'edificio è menzionato sotto il nome di "oradorio sancti Prodaci in Vercoriaco". La chiesa appare nuovamente in un documento del 1264 che attesta che aveva già una curazia stabile decretata dal prevosto della pieve di Garlate. La parrocchia di Vercurago divenne quindi autonoma già prima del 1438 e in quella data era rettore certo prete Danilo de Auraria e nel 1455 ottenne la visita pastorale dell'arcivescovo Gabriele Sforza. Nel Sedicesimo secolo si decise l'intero rifacimento della chiesa che venne consacrata nel 1550, nelle forme tipiche del tardo gotico a capanna e tre archi traversi. Nel 1566, all’epoca della visita del cardinale Carlo Borromeo, Vercurago risultava una delle sei curae della pieve in territorio bergamasco per poi cambiare pieve nel 1574 quando alla pieve di Garlate subentrò quella di Olginate.
La chiesa viene nuovamente ricostruita nel 1750 dall'architetto Carlo Giuseppe Merlo che per il disegno prese spunto dalle opere di Giovan Battista Caniana e in soli 10 anni riuscì a completare l'interno e di gran parte della chiesa con la posa dell'altare maggiore, proveniente da una chiesa dedicata a santa Caterina. Tra il 1784 e il 1787, venne perfezionato il passaggio alla diocesi di Bergamo della pieve di Olginate alla quale apparteneva Vercurago, e così il 13 novembre 1786 l’autorità pontificia, autorizzò il passaggio della parrocchia di Vercurago dalla pieve milanese di Olginate alla diocesi di Bergamo nel vicariato di Carenno. Il passaggio venne ufficializzato dalle autorità episcopali nel 1787 rompendo così l'antico legame con la diocesi milanese. Dal 1831, un anno dopo il completamento dell'esterno, il campanile fu prima rialzato e poi restaurato e nel 1842 alla chiesa venne aggiunto un protiro in granito in stile neoclassico e l'edificio venne consacrato il 20 settembre 1857 dal vescovo Pietro Luigi Speranza. In questo periodo di revival religioso sulla parte sinistra della chiesa venne costruita una cappella dedicata alla Madonna di Lourdes. Nel 1861 la parrocchia passò al vicariato di Calolzio. Tra il 1953 e il 1954 tutto l'interno venne ripulito e rinnovato dal decoratore Giovanni Dossena e l'interno verrà nuovamente modificato tra il 1972 e il 1973 quando la ditta Marmi Comana, rinnova il pavimento utilizzando marmo botticino, marmo occhiadino e arabescato orobico oltre a realizzare il nuovo altare nel quale vennero riposte le reliquie dei santi Gervasio, Protasio, Alessandro, Giovanni e che fu consacrato dal vescovo Clemente Gaddi. Il 27 maggio 1979 la parrocchia passò al vicariato locale di Calolzio e Caprino. Nel 1986 la porta maggiore venne rivestita con lastre di rame sbalzato, opera dello scultore Claudio Nani e l'anno seguente la chiesa fu sottoposta esternamente ad un generale intervento di restauro. Tra il 2012 e il 2013 vennero restaurati i prospetti esterni ed il protiro, inoltre si sostituì il manto copertura del protiro e vennero adeguati l'impianto elettrico e di illuminazione.

## Descrizione

### Esterno

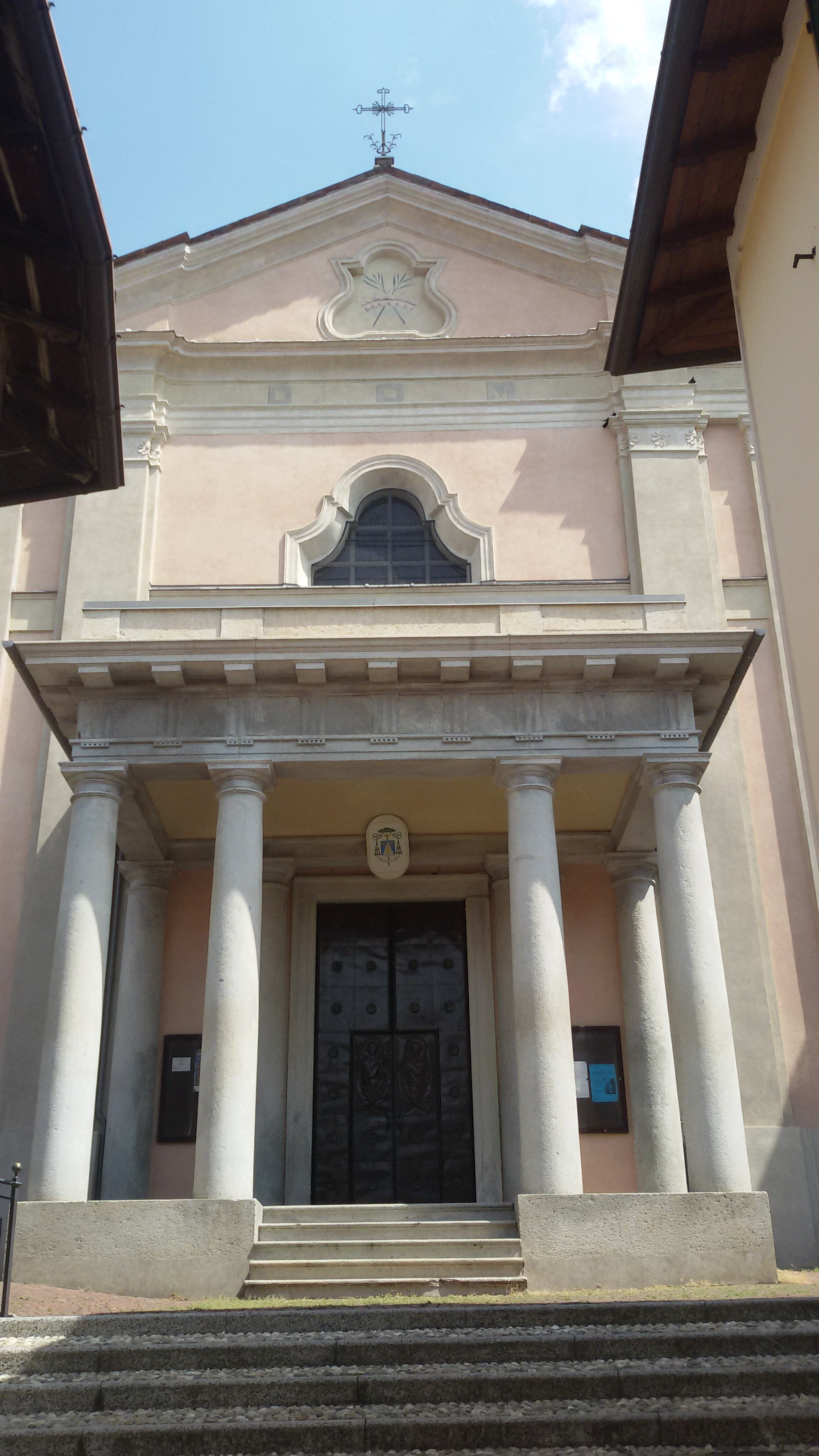
Facciata della chiesa

La chiesa è collocata nel centro storico di Vercurago e nel 1866 venne realizzata una scalinata per facilitarne l'accesso. La chiesa è preceduta dal piccolo sagrato pavimentato con sampietrini di porfido rosso dove si prospetta una piazzola tardo seicentesca dove è collocata una colonna votiva in arenaria, coronata da un motivo in ferro battuto col monogramma di san Girolamo Emiliani (S.G.E.), il quale nel 1533, ebbe la prima ospitalità poco lontano dalla colonna in una casa di Pietro Borello. Il sagrato si trova ad una quota più bassa rispetto alla chiesa quindi una breve scalinata in corrispondenza del protiro, collega il sagrato alla chiesa. La facciata principale è divisa in tre settori da quattro lesene, è preceduta da un protiro in granito, opera di Lodovico Zambeletti, ultimato nel 1842 e in opera su otto colonne di ordine tuscanico che sorreggono l'architrave ed il cornicione di ordine dorico con relative mensole. Il portale d'ingresso in stile neoclassico, con contorno in granito, è ligneo e a due ante che sono coperte da formelle bronzee dello scultore Claudio Nani che le scolpì nel 1987. Nella parte superiore del settore centrale è presente una finestra, dal contorno svasato tipico del periodo barocco e sagomato in muratura. I due settori laterali, di ridotta larghezza, proseguono privi di decorazioni sino ad incontrare la trabeazione ed il timpano triangolare che conclude la facciata. L'elegante campanile a sud è diviso in tre piani e con cella a lesene lisce, fu restaurato nel 1831 e rialzato intorno al 1860. Il campanile possiede un concerto di cinque campane in "mi n." fuso dalla ditta Prunetti nel 1861 venne consacrato il 23 settembre dello stesso anno dal vescovo Pier Luigi Speranza. Dopo che due campane vennero fuse durante la seconda guerra mondiale per motivi bellici, la ditta Ottolina si occupò della fusione di nuove campane che furono consacrate dal vescovo Adriano Bernareggi il 27 febbraio 1949. All'esterno sul fianco destro della chiesa è presente una statua di papa Leone XIII inaugurata il 14 ottobre 1897 in seguito alla consacrazione della basilica di San Bartolomeo e San Girolamo Emiliani.

### Interno

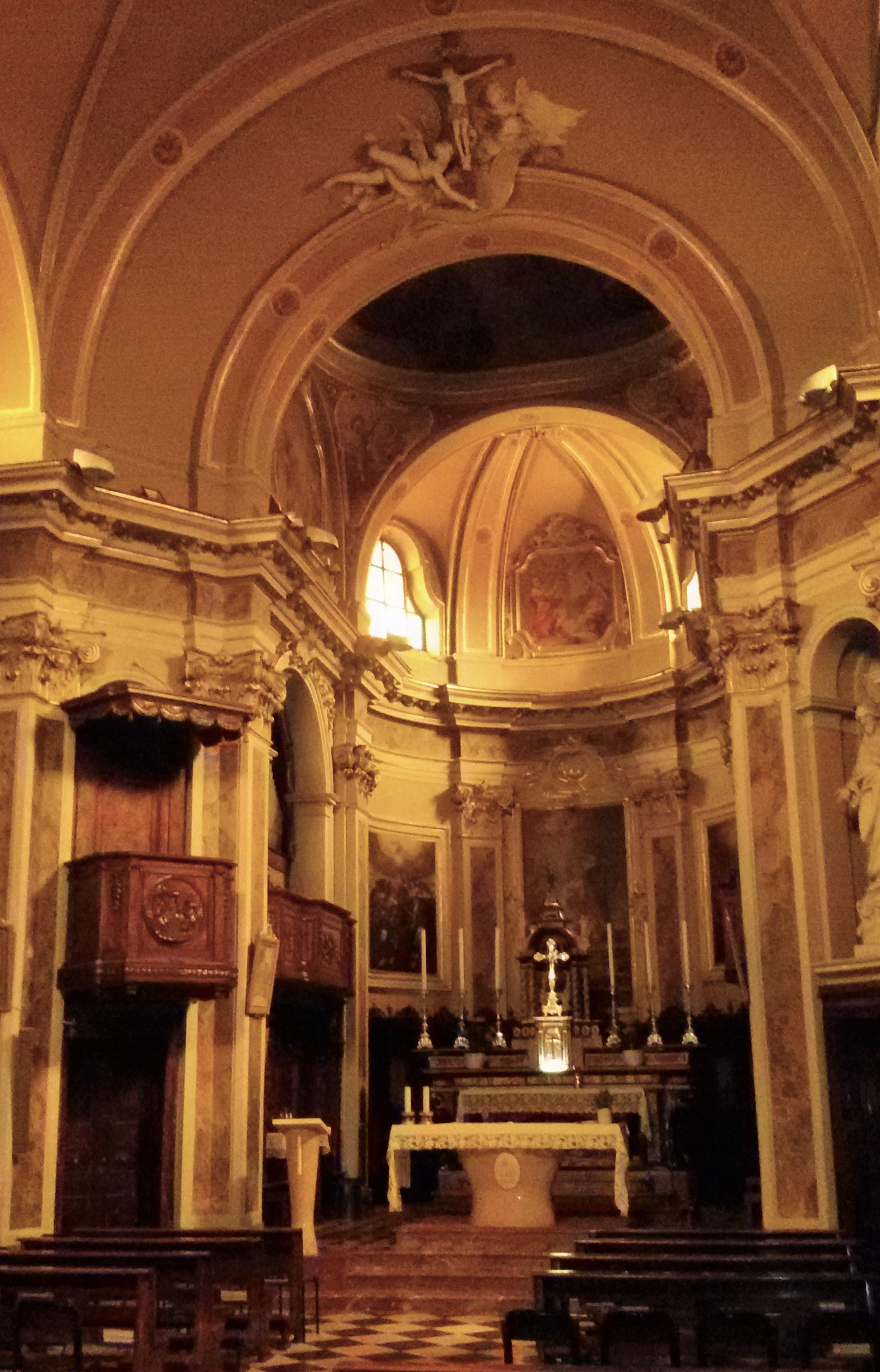
Interno della chiesa

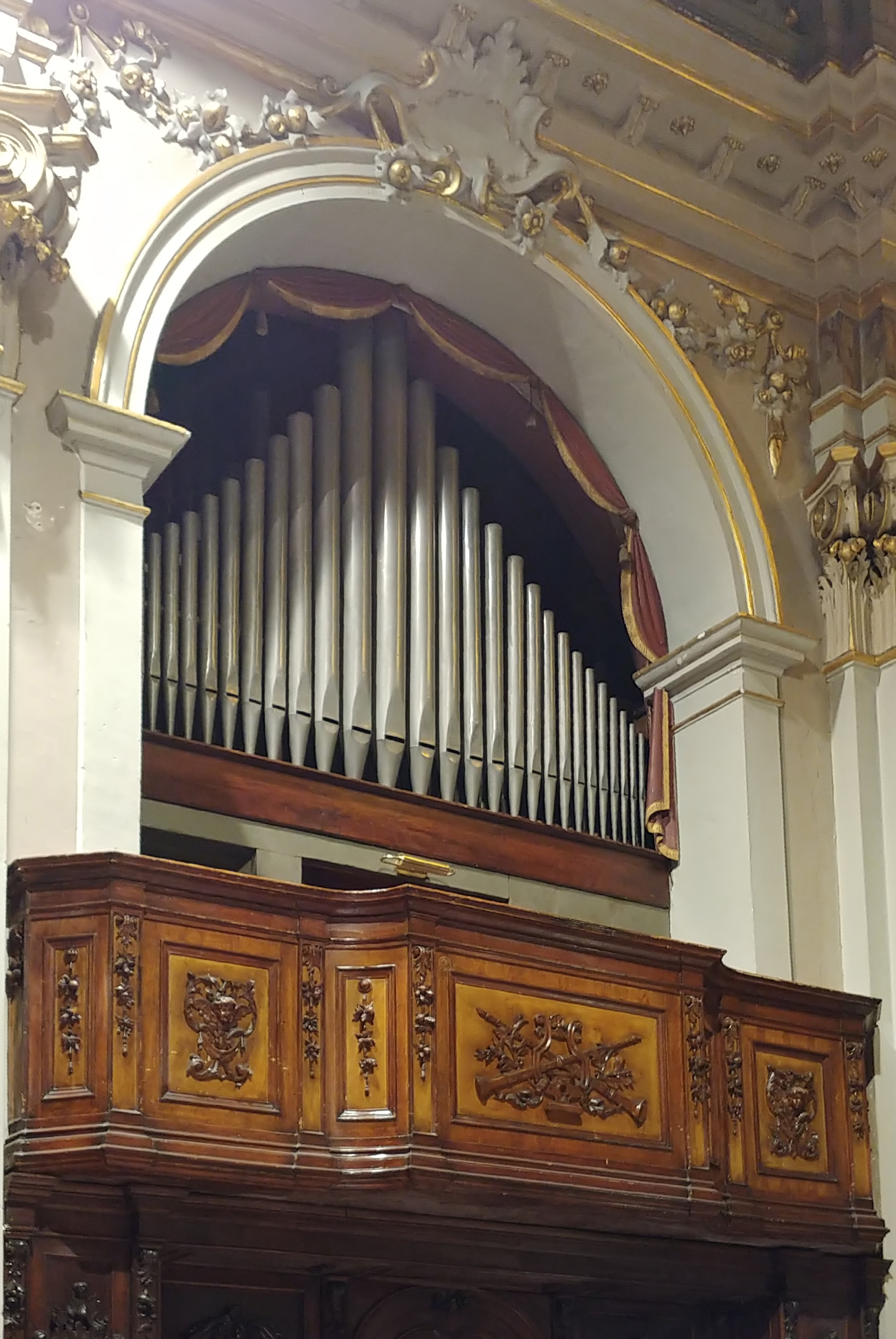
L'organo a canne

L'interno della chiesa si presenta a navata unica coperta con volte a botte ungulata, decorata da medaglie dipinte da Luigi Galizzi nel 1870. Ai lati dell'ingresso nei due tratti di parete inclinata che fanno da raccordo fra la parete della facciata e quelle d'ambito sono ricavati due piccoli vani: a sinistra è presente il fonte battesimale protetto da cancello in ferro, a destra un confessionale in legno. Le cappelle ricavate ai lati della prima campata non sono dotate di altare ed è presente un'Immacolata secentesca e una Madonna del 1861 di Casimiro Radice. Nella seconda campata sono presenti due ingressi: quello di destra permette l'accesso alla via Innominato, quello di sinistra all'attigua cappella di Lourdes sul quale è posta una targa che commemora la consacrazione della chiesa. La terza campata presenta a sinistra la cappella dedicata alla Madonna Immacolata, quella di destra è dedicata a san Carlo, entrambe in stile neoclassico.Ai lati degli altari sono composte due copie di statue in stucco di carattere barocchetto, coi santi Gioachino ed Anna, Giuseppe e Girolamo Emiliani, che compare anche nella tela della Deposizione. Nelle pareti inclinate che fanno da raccordo tra le murature d'ambito e l'arco di trionfale, sono ricavati due ingressi: quello di sinistra conduce alla sagrestia con al di sopra pulpito scolpito con medaglione della Samaritana al pozzo, quello di destra al campanile che è sovrastato da una statua del Sacro Cuore. Il presbiterio, rialzato di tre gradini sui quali si trova l'ambone ideato da Franco Brignoli e realizzato dalla ditta Marmi Comana è in marmo rosso di Verona scolpito e marmo bianco così come l'altare utilizzato per le celebrazioni che viene consacrato dal vescovo Clemente Gaddi, riponendo le reliquie dei santi Gervasio, Protasio, Alessandro, Giovanni vescovo di Bergamo. Il presbiterio è coperto da una tazza ellittica e sulla cantoria di sinistra trova luogo l'organo a canne Serassi opus 521, costruito nel 1836 e integro nelle sue caratteristiche foniche originarie. Dietro l'altare in uso si trova un altro altare in stile barocco, composto da marmi policromi acquistato nel 1760 dalla chiesa di santa Caterina di Bergamo; al di sopra dell'altare è presente la composizione dell'arco col Crocifisso retto da angeli, risalente al XV secolo. Dietro l'altare si trova il coro dove sono affissi due quadri settecenteschi con una deposizione e santi e un battesimo di Cristo, posti ad affiancare il Martirio dei patroni, dipinto circa nel 1763 da Francesco Cappella quando fu compiuto il presbiterio. Nel 1972 viene rinnovato il pavimento con l'impiego di marmo Botticino, di occhialino e di arabescato orobico.

### Cappella della Madonna di Lourdes

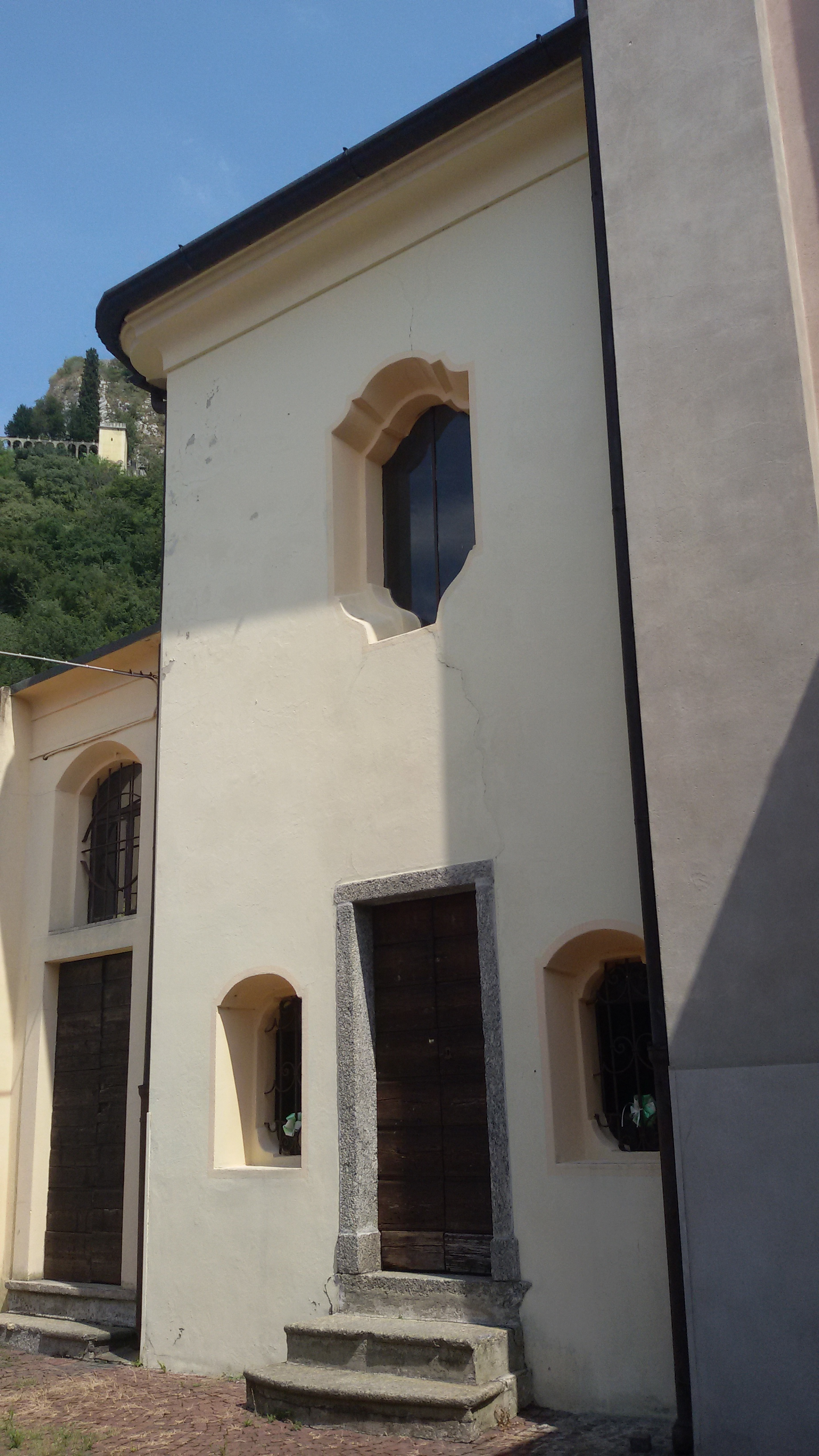
Facciata della cappella della Madonna di Lourdes

La cappella della Madonna di Lourdes viene costruita attigua alla chiesa parrocchiale tra il XVIII e il XIX secolo, nasce come oratorio utilizzato dai Disciplinati di Bergamo, diviene successivamente, con la costruzione della grotta in pietra nel presbiterio, la cappella dedicata alla Madonna Lourdes. La cappella è posta sul lato di sinistra della parrocchiale e si affaccia sul sagrato, ha il suo ingresso con contorno in pietra preceduto da tre gradini, con ai lati due piccole finestre. Sopra la porta, un'altra finestra più grande sempre con contorno in muratura sagomata illumina l'aula. L'interno si presenta a navata unica, con pareti decorate da lesene che sorreggono il cornicione appena accennato, sopra il quale si imposta una tazza circolare nel primo tratto ed uno a vela nel secondo. Tre nicchie ai lati della cappella ospitano le statue di san Luigi, san Giuseppe e santa Agnese. Il presbiterio, occupato dalla grotta realizzata in pietra, ospita la statua della Madonna e di Bernadette e un piccolo altare. nel pavimento dell'aula sono presenti due lapidi sepolcrali in pietra con relative botole d'accesso, che molto probabilmente servivano una per gli uomini e l'altra per le donne.